# فيري (تكساس)
فيري (بالإنجليزية: Fairy, Texas)‏ هي مدينة أشباح تقع في الولايات المتحدة في مقاطعة هاميلتون (تكساس).